# Zhangjiayuan (köpinghuvudort i Kina, Shaanxi, lat 34,70, long 107,10)
Zhangjiayuan är en köpinghuvudort i Kina. Den ligger i provinsen Shaanxi, i den nordvästra delen av landet, omkring 170 kilometer väster om provinshuvudstaden Xi'an. Antalet invånare är 8 898. Befolkningen består av 4 456 kvinnor och 4 442 män. Barn under 15 år utgör 19,0 %, vuxna 15-64 år 69 %, och äldre över 65 år 11,0 %.
Runt Zhangjiayuan är det ganska tätbefolkat, med 239 invånare per kvadratkilometer. Närmaste större samhälle är Qianyang Chengguanzhen, 6,9 km söder om Zhangjiayuan. Trakten runt Zhangjiayuan består till största delen av jordbruksmark.
Genomsnittlig årsnederbörd är 674 millimeter. Den regnigaste månaden är september, med i genomsnitt 165 mm nederbörd, och den torraste är december, med 2 mm nederbörd.